# Friedrich Panse
Friedrich Albert Panse (* 30. März 1899 in Essen; † 6. Dezember 1973 in Bochum) war deutscher Psychiater und Neurologe, zur Zeit des Nationalsozialismus T4-Gutachter sowie Professor an der Universität Bonn.

## Frühe Jahre
Panse, Sohn eines Schlossers, beendete seine Schullaufbahn 1917 mit dem Notabitur. Während des Ersten Weltkrieges war Panse in der Endphase des Krieges bei der Artillerie als Gefreiter eingesetzt. Zwischen 1919 und 1923 absolvierte Panse an der Westfälischen Wilhelms-Universität in Münster und in Berlin ein Medizinstudium. Daran schloss sich ein medizinpraktisches Jahr an der Psychiatrischen und Nervenklinik der Berliner Charité unter Karl Bonhoeffer an. Seine Approbation erfolgte im April 1924. Im Dezember 1925 promovierte Panse zum Dr. med. mit der Dissertation Verlauf und Prognose bei manisch-depressivem Irresein. Von Anfang Mai 1924 bis 1935 war Panse bei den Wittenauer Heilstätten tätig, wo er anfangs als Assistenzarzt und zuletzt als Oberarzt tätig war. Sein Kreisarztexamen erfolgte 1929. Die Heirat mit Luise Klapdor erfolgte 1924, das Paar hatte eine Tochter.

## Zeit des Nationalsozialismus
Panse war nach der Machtübernahme durch die Nationalsozialisten an den Erbgesundheitsobergerichten in Berlin, München und Köln tätig. Dort beriet er Amtsärzte in erbpflegerischen Fragen. Seine Habilitation erfolgte Ende Januar 1936 an der Universität Berlin, das Anfertigen einer Habilitationsschrift wurde ihm erlassen. Unter dem Leiter des Provinzial-Instituts für psychiatrisch-neurologische Erforschung Kurt Pohlisch wurde Panse ab Anfang Januar 1936 ärztlicher Leiter am Institut. An diesem Institut wurden so genannte „erbbiologisch Minderwertige“ erfasst, Panses Schwerpunkt lag auf der Erforschung von Chorea Huntington. Ab Mai 1937 erhielt er als Dozent für Neurologie und Psychiatrie einen Lehrauftrag für „Rassenhygiene“ und unterrichtete an der Staatsakademie des öffentlichen Gesundheitsdienstes in Berlin, dem Universitätsinstitut für Erbbiologie und Rassenhygiene in Frankfurt und hielt entsprechende Vorträge an der NS-Ordensburg Vogelsang. Zudem kooperierte er mit den rassepolitischen Ämtern, insbesondere im Gau Köln-Aachen. Einem durch Pohlisch im Mai 1939 gestellten Antrag auf Umwandlung der Dozentenstelle Panses in eine Professur für Rassenhygiene wurde durch den NSDDB stattgegeben, da Panse als „aufrechter Anhänger des Dritten Reiches“ galt. Kriegsbedingt wurde die Einrichtung dieser Professur zurückgestellt, Panse wurde jedoch im Oktober 1942 außerplanmäßiger Professor für Neurologie, Psychiatrie und Rassenhygiene an der Universität Bonn.
Sein Beitritt zur NSDAP erfolgte im April 1937 (Mitgliedsnummer 5.616.924). Zudem gehörte er dem NS-Dozentenbund (NSDDB), dem Nationalsozialistischen Deutschen Ärztebund (NSDÄB), dem Reichskolonialbund sowie dem Reichsbund der deutschen Beamten und der Nationalsozialistischen Volkswohlfahrt (NSV) an. Er war seit 1939 Mitglied beim Roten Kreuz und zwischen 1934 und 1935 förderndes Mitglied der SS.
Nach Ausbruch des Zweiten Weltkrieges wurde er zur Wehrmacht eingezogen, wo er als beratender Wehrmachtspsychiater im Wehrkreis VI (Münster) zuletzt im Rang eines Oberfeldarztes eingesetzt war. Im Reservelazarett Ensen setzte Panse hochdosierten galvanischen Strom zur Behandlung („Pansen“ genannt) von Kriegsneurotikern ein. Dabei assistierte ihm Günter Elsässer. Panse wurde im Frühjahr 1940 gemeinsam mit Pohlisch auf einer Geheimkonferenz in Berlin als externer Gutachter für die Aktion T4 angeworben und eingewiesen. Vom 14. Mai 1940 bis 16. Dezember 1940 war Panse externer Gutachter der Aktion T4, ebenso wie sein Bonner Kollege Pohlisch, der diese Funktion von Ende April 1940 bis zum Anfang Januar 1941 innehatte. Dabei bearbeitete Panse etwa 600 Meldebögen von Patienten aus deutschen und österreichischen Heil- und Pflegeanstalten und sprach in etwa 15 Fällen Tötungsempfehlungen aus. Sowohl Panse als auch Pohlisch wurden durch die Zentraldienststelle T4 von ihrer Gutachtertätigkeit entbunden, wahrscheinlich weil ihre Gutachten nicht den Erwartungen der Zentraldienststelle entsprachen.

## Nach Kriegsende
Bei Kriegsende geriet er in Kriegsgefangenschaft, aus der er im Oktober 1945 entlassen wurde. Der Prüfungsausschuss der Universität Bonn bescheinigte Panse im Oktober 1945 gewissenhafte Abwägungen bei seiner Gutachtertätigkeit, verwehrte ihm jedoch aufgrund seiner Beteiligung an der Euthanasie eine Rückkehr auf seine Professorenstelle. Am 8. September 1945 äußerte sich Panse schriftlich zu folgenden Thematiken: „Meine Stellung zum Nationalsozialismus“, „Meine Stellung zur Rassenhygiene in Lehre und Forschung“, „Zur Frage der so genannten ‚Vernichtung lebensunwerten Lebens‘“. In letztgenannter Rechtfertigungsschrift führte Panse Folgendes aus:
„Jedenfalls handelte es sich um das trübste Kapitel in der Geschichte der deutschen Psychiatrie, deren Ansehen ungeheuer gelitten hat, das ärztliche Ethos ist schwer erschüttert. Darüber war ich mir von der 1. Minute der Kenntnis von diesen Dingen klar. Ich bin heute der Überzeugung, in der gegebenen Situation alles getan zu haben, was möglich war, um so viele Kranke zu retten, wie die Gegebenheiten es überhaupt zuließen. […] Mein Gewissen ist in dieser so schwierigen Angelegenheit völlig rein.“
Panse und Pohlisch wurden wegen des Tatvorwurfs der Teilnahme an Euthanasieverbrechen in zwei Prozessen vor dem Düsseldorfer Schwurgericht am 24. November 1948 und 27. Januar 1950 schließlich aufgrund „erwiesener Unschuld“ freigesprochen. Als die Landesregierung eine Wiedereinstellung Panses ablehnte, klagte dieser erfolgreich auf Wiedereinstellung. Panse war ab 1950 Leiter der Rheinischen Landesklinik für Hirnverletzte in Langenberg. Zudem wurde er Direktor der Anstalt Düsseldorf-Grafenberg, der Universitätsnervenklinik Düsseldorf sowie Mitglied im Ärztlichen Sachverständigenrat für Fragen der Kriegsopferversorgung des Bundesarbeitsministeriums.
Panse veranlasste 1966 in Düsseldorf eine Studie mit dem Medikament Truxal des Herstellers Troponwerke Köln (heute Meda) an Heimkindern der Einrichtung Neu-Düsselthal, ohne elterliches Wissen oder Einwilligung, und zwar mit Billigung des Landesjugendamtes NRW. Das Medikament wird nur für Erwachsene empfohlen.
Noch 1960 hielt er in der Frage der Rentenneurose an der These fest, dass neurotische Reaktionen auf kriegseigentümliche Verhältnisse Wunsch- und Zweckreaktionen seien, die nicht als Schädigungsfolge angesehen werden können.
Panse trat 1967 in den Ruhestand und verstarb 1973.

„Ein Leben der Arbeit im Dienst leidender Mitmenschen … ist vollendet.“

Die 1972 verliehene Ehrenmitgliedschaft der Deutschen Gesellschaft für Psychiatrie und Nervenheilkunde, deren Präsident er 1965/1966 gewesen war, wurde ihm 2011 offiziell aberkannt.

## Schriften (Auswahl)
- Hirnverletztenschicksale. Thieme, Stuttgart 1972.
- Zur ursächlichen Bedeutung exogener Faktoren für die Entstehung und den Verlauf der Schizophrenie. Kohlhammer, Köln 1968.
- Problematik, Therapie und Rehabilitation der chronischen endogenen Psychosen. Enke, Stuttgart 1967.
- Bayer Leverkusen, Pharmazeut.-Wiss. Abteilung (Hrsg.): Pieter Bruegels Dulle Griet: Bildnis einer psychisch Kranken (mit Jakob Heinrich Schmidt). Mann [in Komm.],  Berlin 1967.
- Das psychiatrische Krankenhauswesen. Thieme, Stuttgart 1964.
- Bundesgesetze und Leistungen für die durch Krieg und Kriegsfolgen Geschädigten. Dt. Fachschriften-Verl. Braun, 2. Aufl., Mainz-Gonsenheim 1959.
- Medizinische und berufliche Rehabilitation in den USA. Hanser, München 1958.
- Klinische und sprachwissenschaftliche Untersuchungen zum Agrammatismus. Thieme, Stuttgart 1952.
- Angst und Schreck in klinischpsychologischer und sozialmedizinischer Sicht. Thieme, Stuttgart 1952.
- Die Erbchorea. G. Thieme, Leipzig 1942.
- Das Erb- und Erscheinungsbild der Psychopathen. Bonner Univ. Buchdr., Bonn 1940.
- Erbfragen bei Geisteskrankheiten. J. A. Barth, Leipzig 1936. Nach Ende des Zweiten Weltkriegs in der Sowjetischen Besatzungszone auf die Liste der auszusondernden Literatur gesetzt.[15]
- Schlafmittelmißbrauch. G. Thieme, Leipzig 1934 (gemeinsam mit Kurt Pohlisch).
- Die Schädigungen des Nervensystems durch technische Elektrizität. Karger, Berlin 1930.
- Fortschritte in der Erkennung und Bekämpfung der Bleivergiftung in der Industrie und im Gewerbe; neu aufgetretene Bleivergiftungsgefahren. Verlag R. Schoetz, Berlin 1929.